# Cambogia ai Giochi olimpici
La Cambogia ha partecipato per la prima volta ai Giochi olimpici nel 1956.
Gli atleti cambogiani non hanno mai vinto medaglie ai Giochi olimpici estivi, mentre non hanno mai partecipato ai Giochi olimpici invernali.
Il Federazione Sportiva e Comitato Olimpico della Cambogia, creato nel 1983, venne riconosciuto dal CIO nel 1994.

## Medaglieri

### Medaglie alle Olimpiadi estive
| Giochi                 | Oro              | Argento          | Bronzo           | Totale           |
| ---------------------- | ---------------- | ---------------- | ---------------- | ---------------- |
| Melbourne 1956         | 0                | 0                | 0                | 0                |
| Roma 1960              | non partecipante | non partecipante | non partecipante | non partecipante |
| Tokyo 1964             | 0                | 0                | 0                | 0                |
| Città del Messico 1968 | non partecipante | non partecipante | non partecipante | non partecipante |
| Monaco di Baviera 1972 | 0                | 0                | 0                | 0                |
| Montréal 1976          | non partecipante | non partecipante | non partecipante | non partecipante |
| Mosca 1980             | non partecipante | non partecipante | non partecipante | non partecipante |
| Los Angeles 1984       | non partecipante | non partecipante | non partecipante | non partecipante |
| Seul 1988              | non partecipante | non partecipante | non partecipante | non partecipante |
| Barcellona 1992        | non partecipante | non partecipante | non partecipante | non partecipante |
| Atlanta 1996           | 0                | 0                | 0                | 0                |
| Sydney 2000            | 0                | 0                | 0                | 0                |
| Atene 2004             | 0                | 0                | 0                | 0                |
| Pechino 2008           | 0                | 0                | 0                | 0                |
| Londra 2012            | 0                | 0                | 0                | 0                |
| Rio de Janeiro 2016    | 0                | 0                | 0                | 0                |
| Tokyo 2020             | 0                | 0                | 0                | 0                |
| Parigi 2024            | 0                | 0                | 0                | 0                |
| Totale                 | 0                | 0                | 0                | 0                |